# Disturbo specifico dello sviluppo
Per disturbi specifici dello sviluppo (specific developmental disorders, SDD) s'intende una classificazione dei disturbi caratterizzati da uno sviluppo ritardato in una o più aree specifiche. I disturbi dello sviluppo specifici erano posti in contrapposizione ai disturbi dello sviluppo pervasivi, invece caratterizzati da ritardi nello sviluppo di molteplici funzioni di base tra cui la socializzazione e la comunicazione.

## Tassonomia ICD-10
La decima revisione della Classificazione internazionale delle malattie (ICD-10) presenta quattro categorie di disturbi dello sviluppo: disturbi specifici dello sviluppo della parola e del linguaggio, disturbi specifici dello sviluppo delle abilità scolastiche, disturbo dello sviluppo specifico della funzione motoria e disturbo dello sviluppo specifico.

## Tassonomia DSM-III
Nella terza edizione del Manuale diagnostico e statistico dei disturbi mentali (DSM-III), i SDD erano posti in contrapposizione ai disturbi pervasivi dello sviluppo (PDD). C'erano due fattori che venivano considerati:
- La specificità della menomazione: nel SDD è interessato un singolo dominio, mentre nel PDD sono interessate più aree di funzionamento.[8]
- La natura della compromissione: lo sviluppo nel SDD è ritardato ma non anormale, mentre nel PDD ci sono deviazioni comportamentali che non sono tipiche di nessuna fase di sviluppo.

Nel DSM-IV, i disturbi specifici dello sviluppo non erano più raggruppati insieme ma sono stati riclassificati come disturbi della comunicazione, disturbi dell'apprendimento e disturbi delle capacità motorie.

## Tabella comparativa
| ICD-10 | DSM-IV-TR | ICD-11 |
| --- | --- | --- |
| Disturbi evolutivi specifici della parola e del linguaggio (F80): - Disturbo specifico dell'articolazione del linguaggio (F80.0) - Disturbo del linguaggio espressivo (F80.1) - Disturbo del linguaggio ricettivo (F80.2) - Afasia acquisita con epilessia/sindrome di Landau-Kleffner (F80.3) - Altri disturbi dello sviluppo della parola e del linguaggio (F80.8) - Disturbo dello sviluppo della parola e del linguaggio, non specificato (F80.9) | Disturbi della comunicazione : - Disturbo del linguaggio espressivo (315.31) - Disturbo misto del linguaggio ricettivo-espressivo (315.32) - Disturbo fonologico (315.39) - Balbuzie (307.0) - Disturbo della comunicazione non altrimenti specificato (307.9) | Discorso dello sviluppo e disturbi del linguaggio (6A01): - Disturbo del suono del linguaggio dello sviluppo (6A01.0) - Disturbo evolutivo della fluidità del linguaggio (6A01.1) - Disturbo dello sviluppo del linguaggio (6A01.2) - Disturbo dello sviluppo del linguaggio con compromissione del linguaggio ricettivo ed espressivo (6A01.20) - Disturbo dello sviluppo del linguaggio con compromissione del linguaggio principalmente espressivo (6A01.21) - Disturbo dello sviluppo del linguaggio con compromissione del linguaggio principalmente pragmatico (6A01.22) - Disturbo del linguaggio dello sviluppo, con altro disturbo del linguaggio specificato (6A01.23) - Altri disturbi specifici dello sviluppo del linguaggio o del linguaggio (6A01. Y) - Disturbi dello sviluppo del linguaggio o del linguaggio, non specificati (6A01. Z) |
| Disturbi evolutivi specifici delle abilità scolastiche (F81): - Disturbo specifico della lettura (F81.0) - Disturbo ortografico specifico (F81.1) - Disturbo specifico delle abilità aritmetiche (F81.2) - Disturbo misto delle abilità scolastiche (F81.3) - Altri disturbi delle abilità scolastiche (F81.8) - Disturbo dello sviluppo delle abilità scolastiche, non specificato (F81.9)                                                           | Disturbi dell'apprendimento : - Disturbo della lettura (315,0) - Disturbo matematico (315.1) - Disturbo dell'espressione scritta (315.2) - Disturbo dell'apprendimento non altrimenti specificato (315,9)                                                      | Disturbo dell'apprendimento dello sviluppo (6A03): - Disturbo dello sviluppo dell'apprendimento con compromissione della lettura (6A03.0) - Disturbo dello sviluppo dell'apprendimento con compromissione dell'espressione scritta (6A03.1) - Disturbo dello sviluppo dell'apprendimento con compromissione nella matematica (6A03.2) - Disturbo dello sviluppo dell'apprendimento con altra compromissione dell'apprendimento specificata (6A03.3) - Disturbo dello sviluppo dell'apprendimento, non specificato (6A03. Z) |
| - Disturbo evolutivo specifico della funzione motoria (F82) | Disturbi delle capacità motorie: - Disturbo della coordinazione dello sviluppo (315.4) | Disturbo della coordinazione motoria dello sviluppo (6A04) |
| - Disturbo evolutivo specifico misto (F83) | | |